# Производство кофе в Папуа — Новой Гвинее
Производство кофе в Папуа — Новой Гвинее составляет менее 1 % мирового. Однако кофе является второй по значению экспортной культурой в стране, в этой отрасли заняты около 2,5 млн человек. Основной район производства — провинция Истерн-Хайлендс (Восточное Нагорье), в основном распространены мелкие хозяйства, имеющие 20 и менее деревьев.

## История
По некоторым данным, опыты с выращиванием кофе на Новой Гвинее предпринимались ещё в 1890-е гг.. Тем не менее, коммерческие кофейные плантации были заложены только в 1926 году, на юго-востоке страны. 18 плантаций дали урожай в 1928 году, это был кофе сорта Jamaican Blue Mountain.
Конкурентоспособным новогвинейский кофе стал в 1960-е гг., чему способствовало развитие инфраструктуры, а также истощение почв на кофейных плантациях Бразилии, и гибель половины бразильских кофейных деревьев в заморозки 1975 года. Однако в 1980-е гг. производство резко сократилось: после децентрализации плантаций более 80 % производства стало приходиться на мелкие фермерские хозяйства, появились и болезни кофейных деревьев, отсутствовавшие ранее.

## Современное состояние
Наибольшего развития кофейная индустрия достигла в 1998 году, когда на кофе пришлось 13 % всего экспорта страны (38 % по объёму неминеральных ресурсов). В 1995—1998 гг. на кофе пришлось 42 % стоимости всего экспорта сельскохозяйственной продукции. После падения цен на кофе в 2000 году, отрасль находится в состоянии стагнации.
Кофейные плантации занимают 87 000 га, 70 % ферм находится в горной зоне, где население всё ещё существует за счёт натурального хозяйства.. В производстве кофе заняты 2,5 млн человек, в том числе 280 тыс. мелких фермеров. Только 660 ферм имели площадь от 1 до 30 га, существуют также 65 плантаций больше 30 га.. 90 % кофе производится в пяти горных провинциях. В 1990-е годы в стране производилось 1180 тыс. мешков кофе в год, в том числе 95 % из них составляет арабика и 5 % робуста. В 2007 году, по неофициальным данным, было произведено 980 тыс. мешков, что составляет около 75 тыс. тонн.